# Larrousse LH94
Larrousse LH94 — болид Формулы-1 команды Larrousse F1, построенный для участия в чемпионате 1994 года.

## История
Шасси, оснащавшееся устаревшими двигателями Ford HB 7, не позволяло гонщикам рассчитывать на успех. Лишь благодаря стечению обстаятельств Эрик Кома сумел завоевать очки за два шестых места, которые стали последними для команды Larrousse в Формуле-1.

## Результаты выступлений в гонках
| Год  | Шасси | Двигатель       | Шины | Пилоты  | 1    | 2    | 3    | 4   | 5    | 6    | 7    | 8    | 9   | 10  | 11   | 12   | 13   | 14   | 15   | 16   | Место | Очки |
| ---- | ----- | --------------- | ---- | ------- | ---- | ---- | ---- | --- | ---- | ---- | ---- | ---- | --- | --- | ---- | ---- | ---- | ---- | ---- | ---- | ----- | ---- |
| 1994 | LH94  | Ford HBD 3,5 V8 | G    |         | БРА  | ТИХ  | САН  | МОН | ИСП  | КАН  | ФРА  | ВЕЛ  | ГЕР | ВЕН | БЕЛ  | ИТА  | ПОР  | ЕВР  | ЯПО  | АВС  | 11    | 2    |
| 1994 | LH94  | Ford HBD 3,5 V8 | G    | Беретта | Сход | Сход | Сход | 8   | Сход | Сход | Сход | 11   | 7   | 9   |      |      |      |      |      |      | 11    | 2    |
| 1994 | LH94  | Ford HBD 3,5 V8 | G    | Альо    |      |      |      |     |      |      |      |      |     |     | Сход |      |      |      |      |      | 11    | 2    |
| 1994 | LH94  | Ford HBD 3,5 V8 | G    | Дальмас |      |      |      |     |      |      |      |      |     |     |      | Сход | 14   |      |      |      | 11    | 2    |
| 1994 | LH94  | Ford HBD 3,5 V8 | G    | Нода    |      |      |      |     |      |      |      |      |     |     |      |      |      | Сход | Сход | Сход | 11    | 2    |
| 1994 | LH94  | Ford HBD 3,5 V8 | G    | Кома    | 9    | 6    | Сход | 10  | Сход | Сход | 11   | Сход | 6   | 8   | Сход | 8    | Сход | Сход | 9    |      | 11    | 2    |
| 1994 | LH94  | Ford HBD 3,5 V8 | G    | Делетра |      |      |      |     |      |      |      |      |     |     |      |      |      |      |      | Сход | 11    | 2    |

| Легенда к таблице |                                                                    |
| --- | ------------------------------------------------------------------ |
| В таблице перечислены результаты всех Гран-при Формулы-1, в которых использовался автомобиль. Строками таблицы являются сезоны, столбцами — этапы чемпионата мира. В каждой клетке указаны сокращённое название этапа и результат, дополнительно обозначенный цветом. Расшифровка обозначений и цветов представлена в нижеследующей таблице. |                                                                    |
| \| Пример \| Описание \| \| ------------ \| ------------------------------------------------------------------ \| \| 1 \| Победитель \| \| 2 \| Второе место \| \| 3 \| Третье место \| \| 5 \| Финишировал, заработав очки \| \| Сход \| Не финишировал, но при этом заработал очки \| \| 12 \| Финишировал, не получив очков \| \| НКЛ \| Финишировал, но не попал в финальную классификацию \| \| 15 \| Участвовал вне зачёта, либо по отдельной классификации \| \| 18 \| Не финишировал, но попал в финальную классификацию \| \| Сход \| Не финишировал \| \| НКВ \| Не прошёл квалификацию \| \| НПКВ \| Не прошёл предквалификацию \| \| ДСК \| Дисквалифицирован \| \| ИСК \| Исключён из протокола соревнований \| \| ТТ \| Заявлен для участия только в тренировках \| \| НС \| Участвовал в квалификации, но не стартовал в гонке \| \| Т \| Травмирован или болен \| \| ОТК \| Отказ от участия \| \| НТР \| Прибыл на соревнования, но на трассу не выезжал \| \| НПР \| Был заявлен в числе участников, но не прибыл к началу соревнований \| \| О \| Соревнования отменены \| \| \| Не участвовал \| \| Поул-позиция \| \| \| Быстрый круг \| \| |                                                                    |
| Пример | Описание                                                           |
| 1 | Победитель                                                         |
| 2 | Второе место                                                       |
| 3 | Третье место                                                       |
| 5 | Финишировал, заработав очки                                        |
| Сход | Не финишировал, но при этом заработал очки                         |
| 12 | Финишировал, не получив очков                                      |
| НКЛ | Финишировал, но не попал в финальную классификацию                 |
| 15 | Участвовал вне зачёта, либо по отдельной классификации             |
| 18 | Не финишировал, но попал в финальную классификацию                 |
| Сход | Не финишировал                                                     |
| НКВ | Не прошёл квалификацию                                             |
| НПКВ | Не прошёл предквалификацию                                         |
| ДСК | Дисквалифицирован                                                  |
| ИСК | Исключён из протокола соревнований                                 |
| ТТ | Заявлен для участия только в тренировках                           |
| НС | Участвовал в квалификации, но не стартовал в гонке                 |
| Т | Травмирован или болен                                              |
| ОТК | Отказ от участия                                                   |
| НТР | Прибыл на соревнования, но на трассу не выезжал                    |
| НПР | Был заявлен в числе участников, но не прибыл к началу соревнований |
| О | Соревнования отменены                                              |
| | Не участвовал                                                      |
| Поул-позиция |                                                                    |
| Быстрый круг |                                                                    |